# Colfax (Wisconsin)
Colfax ist eine Gemeinde (mit dem Status Village) im Dunn County im US-amerikanischen Bundesstaat Wisconsin. Bei der Volkszählung im Jahr 2010 hatte Colfax 1158 Einwohner.

## Geografie
Colfax liegt im mittleren Nordwesten Wisconsins am Red Cedar River, der über den Chippewa River zum Stromgebiet des Mississippi gehört.
Die geografischen Koordinaten von Colfax sind 44°59′51″ nördlicher Breite und 91°43′38″ westlicher Länge. Das Gemeindegebiet erstreckt sich über eine Fläche von 3,65 km². Die Gemeinde Colfax ist vollständig von der Town of Colfax umgeben, gehört dieser aber nicht an.
Nachbarorte von Colfax sind Sand Creek (21,9 km nördlich), Bloomer (27,6 km nordöstlich), Old Albertville (16,7 km südöstlich), Elk Mound (16,2 km südlich), Menomonie (27,2 km südwestlich) und Tainter Lake (13,9 km westlich).
Die nächstgelegenen größeren Städte sind Minnesotas Hauptstadt St. Paul (119 km westlich), Eau Claire (35,7 km südöstlich), La Crosse (175 km südsüdöstlich) und Rochester in Minnesota (157 km südsüdwestlich).

## Verkehr
In Colfax treffen die Wisconsin State Highways 40 und 170 (an dessen östlichem Endpunkt) zusammen. Alle weiteren Straßen sind untergeordnete Landstraßen, teils unbefestigte Fahrwege sowie innerörtliche Verbindungsstraßen.
In West-Ost-Richtung verläuft eine Eisenbahnlinie der zur Canadian National Railway gehörenden Wisconsin Central durch das Gemeindegebiet von Colfax. Im Eisenbahnmuseum Colfax sind eine Reihe Lokomotiven, Wagen und Ausrüstungen historischer Eisenbahnen aus dem westlichen Wisconsin und dem östlichen Minnesota ausgestellt.
Der nächste Flughafen ist der Chippewa Valley Regional Airport (36,5 km südöstlich) in Eau Claire; der größere Minneapolis-Saint Paul International Airport liegt 138 km westlich.

## Bevölkerung
Nach der Volkszählung im Jahr 2010 lebten in Colfax 1158 Menschen in 478 Haushalten. Die Bevölkerungsdichte betrug 317,3 Einwohner pro Quadratkilometer. In den 478 Haushalten lebten statistisch je 2,29 Personen. 
Ethnisch betrachtet setzte sich die Bevölkerung zusammen aus 97,2 Prozent Weißen, 0,3 Prozent Afroamerikanern, 0,6 Prozent amerikanischen Ureinwohnern sowie 0,2 Prozent aus anderen ethnischen Gruppen; 1,7 Prozent stammten von zwei oder mehr Ethnien ab. Unabhängig von der ethnischen Zugehörigkeit waren 1,7 Prozent der Bevölkerung spanischer oder lateinamerikanischer Abstammung. 
24,7 Prozent der Bevölkerung waren unter 18 Jahre alt, 53,7 Prozent waren zwischen 18 und 64 und 21,6 Prozent waren 65 Jahre oder älter. 54,4 Prozent der Bevölkerung war weiblich.
Das mittlere jährliche Einkommen eines Haushalts lag bei 37.273 USD. Das Pro-Kopf-Einkommen betrug 19.502 USD. 17,6 Prozent der Einwohner lebten unterhalb der Armutsgrenze.